# 西貢站
西貢站（越南语：／*/?）是越南胡志明市的一个铁路车站，位于胡志明市第三郡第九坊阮通路1号。西贡站是河內至西貢的南北鐵路的终点，车站占地面积约40,000平方米，车站内设有六条到发线、两个岛式月台和一个側式月台。

## 历史

### 第一代
西贡车站的位置在百多年来经历了多次改变。1885年，第一代的西贡站随同西贡－美萩铁路建成通车而启用，当时的西贡站位于西贡河以北河畔，铁路从那里开始沿着林荫大道向西延伸，穿过现今的郭氏莊廣場（滨城市场對面圓環），然后沿着现在的范鴻泰街和黎氏蓮街，向着堤岸和芹苴的方向前进；同时，铁路公司还在西贡站西边的位置，也就是咸宜街西端和郭氏莊廣場，兴建了用来为蒸汽机车维修整备的机厂。至1900年代初，当西贡－芽庄铁路（今为南北铁路的一部分）动工兴建之后，铁路公司当局发现原来的西贡站规模太小，无法承担两条铁路的列车接发任务，因此当局计划在铁路机厂的位置新建一个大型车站。然而，这个计划最终没有实现，取而代之的是一个临时车站，位置大约在今咸宜街和南圻起义街交界。

### 第二代

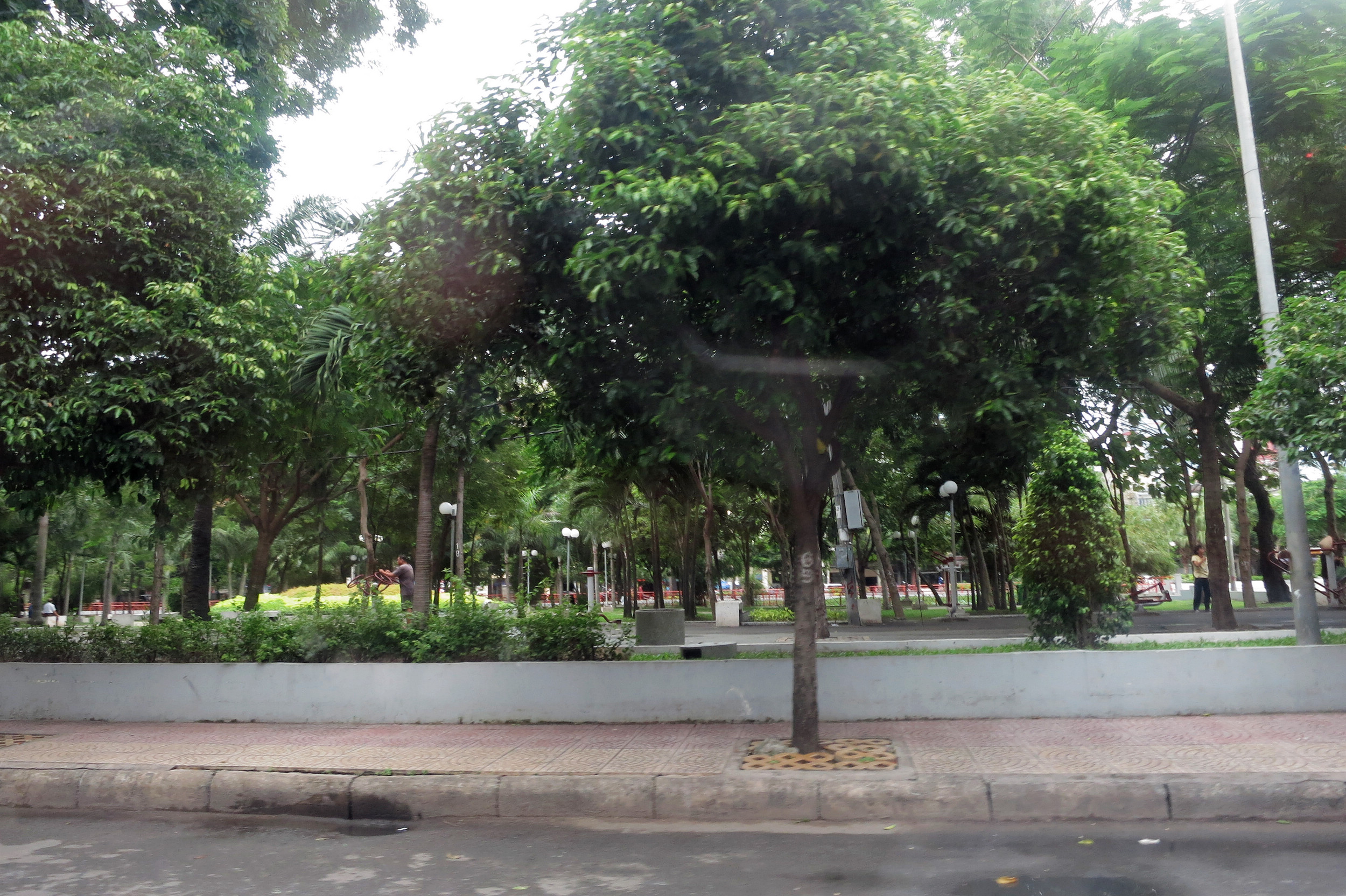
第二代的西贡车站旧址，现已被重建为9月23日公园

1910年，殖民政府计划兴建中央广场（今滨城市场），促使当局将占用该地段的铁路迁移到别处。第二代的西贡站于1911年动工兴建，至1915年9月落成启用，成为西贡－美萩铁路和西贡－芽庄铁路的共同起点。这个车站实际上就位于第一郡的中央广场旁边，即现今作为背包客聚集地的范五老街以北，如此一来只需对西贡－美萩铁路的走线稍作修改，但西贡－芽庄铁路的走线必须完全重新调整，使其向南沿着和兴街（今阮尚賢街）而行。然而，随后的几年殖民政府当局已经意识到，这个新的西贡车站阻碍了市内几条主要交通要道。与此同时，法国已经将法属印度支那首府从西贡迁到河内，殖民政府认为这个车站可能不能适应未来铁路运输量的增长速度，因此开始再度计划将西贡车站迁出市中心。

### 第三代

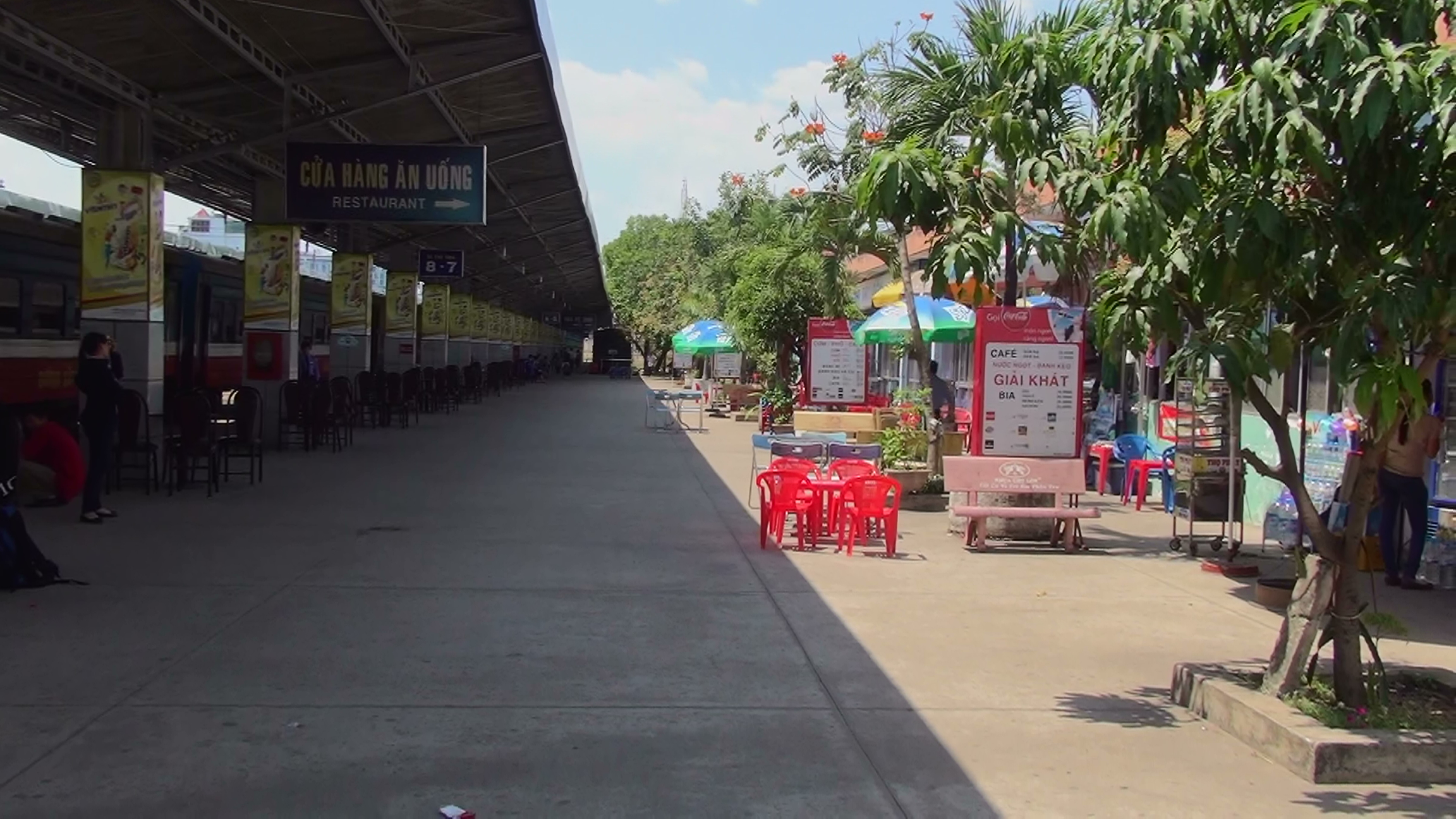
西贡站站台

1930年代初，殖民政府计划将西贡车站前往西贡河以南的合兴。1931年，当局提出一个耗资3.6亿法屬印度支那元的计划，建议在合兴的西侧新建车站，以及机务段和货运场等配套设施，但由于该项目遇到了种种困难，因此实际完成的只有机务段和货运场的部分工程。1954年后，北越和南越根据日内瓦协议以北纬17度线分界而治，南越铁道部亦曾经制定计划将市中心的西贡站搬迁到合兴，但是由于资金短缺和越南战争的影响，长期酝酿的新西贡车站仍然未能实现。1975年4月30日，北越军队占领南越首都西贡，标志着越南战争的结束。1976年12月，南北铁路完成修复并恢复全线通车；同年，西贡改名为胡志明市，但车站仍然保留了原称。
1978年，越南铁路总局开始在原合兴货运场的位置动工兴建第三代的西贡站。与此同时，为了减少铁路交通对市内交通的影响，胡志明市人民委员会于1980年作出决定，提早结束第二代西贡站的所有客运业务，将所有原本以该车站到发的旅客列车，临时改为在位于胡志明市东部的平赵站始发终到。1983年4月，位于第三郡的第三代西贡站完工；此后，经胡志明市人民委员会批准，新的西贡车站于1983年11月1日正式启用，所有停靠平赵站的列车改为在新西贡站始发终到。新车站投入使用后，原来位于市中心的第二代西贡站及相连轨道被拆除，原址被重建为“9月23日公园”，以纪念在1945年9月23日抵抗法军强行登陆西贡时牺牲的抗法义士。

## 参看
- 南北鐵路
- 河内站
- 越南铁路运输
- 胡志明市都市鐵路